# Abkhàzia
Abkhàzia o Abcàsia (abkhaz: Аҧсны, Apsny; georgià: აფხაზეთი, Apkhazeti; rus: Абха́зия, Abkhàzia) i oficialment República d'Abkhàzia, és un estat titella de la Federació Russa situat a la Transcaucàsia i reconegut per la majoria de països com a part de Geòrgia. Només ha estat reconegut per altres tres estats no reconeguts per les Nacions Unides, la República d'Artsakh, Ossètia del Sud i Transnístria, la qual consideren el país com una república autònoma. Abkhàzia limita a l'est amb la mar Negra i al sud amb les muntanyes del Gran Caucas. Comprén una superfície de 8.665 quilòmetres quadrats i té una població de vora els 244.926 habitants (2020). La seua capital i municipi més populós és la ciutat de Sukhumi.
La situació política d'Abkhàzia és el tema central del conflicte georgianoabkhaz i de les relacions russogeorgianes. Abkhàzia és reconegut com a estat independent per Rússia, Veneçuela, Nicaragua, Nauru i Síria. Tot i que Geòrgia ha perdut el control efectiu sobre Abkhàzia, el govern i la majoria dels membres de l'Organització de les Nacions Unides (ONU) consideren que Abkhàzia és legalment part de Geòrgia, i manté fins i tot aquest últim un govern regional a l'exili.
Abkhàzia era una república autònoma dins de la República Socialista Soviètica de Geòrgia quan a finals de la dècada del 1980 la Unió de Repúbliques Socialistes Soviètiques (URSS) començà a desintegrar-se. Immediatament, es reprenguren les històriques tensions ètniques entre els abkhazos (els habitants autòctons d'Abkhàzia) i els georgians (els habitants al·lòctons majoritàris aleshores a Abkhàsia), culminant en la primera guerra d'Abkhàzia entre els anys 1992 i 1993. La guerra finalitzà amb el triomf dels abkhazos i l'expulsió de l'exèrcit georgià.
Malgrat l'Acord d'Alto el Foc i Separació de Forces de 1994 i anys de negociacions, el conflicte romàn sense resolució. La duradera presència de la Missió d'Observació de les Nacions Unides a Geòrgia i de les forces de pau de la Comunitat d'Estats Independents (CEI) no ha pogut evitar l'escalada de violència en diverses ocasions. L'agost de 2008, en el marc de la guerra d'Ossètia del Sud, Rússia entrà en guerra amb Geòrgia del costat d'Abkhàzia i, a més, reconogué a aquesta com a estat independent. Aquesta situació va suposar el trencament de l'acord de 1994 i la retirada de la missió de l'ONU. El 28 d'agost d'aquell any, el Parlament de Geòrgia va declarar Abkhàzia territori georgià ocupat per Rússia, postura que immediatament defensaren els països aliats de Geòrgia.

## Toponimia i etimologia
Els abkhazos anomenen la seua pàtria Аԥсны (Apsní, Aṗsni), popular però erròniament traduït com a "terra de l'ànima", ja que correctament és "terra de mortals". La primera menció al país data possiblement del segle vii, que apareix en un text armeni amb el nom de Psin(oun), pot ser en referència als antics apsilis. El terme "Apkhazeti" va aparèixer per primera vegada a les cròniques georgianes, derivat del mingrelià "Apkha", que significa darrere o esquena, donant origen així al nom Abkhazia. A la majoria de llengües, el terme "Abkhazia", deriva directament del nom en rus "Абхазия" (Abkhaziya), que deriva alhora del georgià "Apkhazeti" (აფხაზეთი).
L'estat abkhaz es oficialment denominat "República d'Abkhàzia" o "Apsny", la darrera en abkhaz. Històricament, també s'ha emprat la denominació "Abasgia" o "Abascia", ambdues en llatí. La forma catalana, "Abkhàzia", deriva directament de la transcripció del nom en rus. També es pot fer servir el terme "Apsní".

## Política i govern

### El govern
Abkhàzia és una república presidencialista i el seu cap d'estat és el President d'Abkhàzia, càrrec ocupat des d'abril de 2020 per Aslàn Bjània, candidat independent. Per sota immediatament del President es troba el Vicepresident, que és Badra Gunba des de la mateixa data que el President. El gabinet de govern és encapçalat pel Primer ministre d'Abkhàzia, actualment i des de l'any 2020 l'ex-president Aleksàndr Ankvàb, del partit polític Renaixement.
El poder legislatiu és exercit per l'Assemblea Popular d'Abkhàzia, entitat substituta de l'antic Sòviet Suprem d'Abkhàzia. Actualment (2022), el President de l'Assemblea és Valerii Kvartxia des de l'any 2017. Les eleccions legislatives es realitzen cada cinc anys.

### Símbols nacionals
La bandera d'Abkhàzia està basada en l'antiga bandera de la República Muntanyesa; els set estels, que per a l'antiga república simbolitzaven els estats federats que la componien, van passar a representar les set regions històriques principals d'Abkhàzia, igual que les set franges (que abans havien simbolitzat els set components de la república). La bandera va ser adoptada pel Parlament el 23 de juliol del 1992.
L'escut té tres sols de vuit rajos, i al centre un genet dalt del fabulós cavall Araix, que dispara el seu arc cap als estels, escena treta de relat èpic Narts. El verd simbolitza la vida i el blanc l'espiritualitat. Els sols representen la unió de l'Est i l'Oest. Va ser aprovat pel Parlament el mateix dia que la bandera.

## Transport

### Ferrocarril

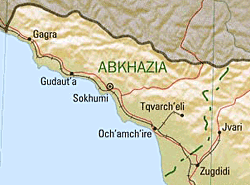
Mapa ferroviari d'Abkhàzia

La xarxa ferroviària d'Abkhàzia és íntegrament propietat dels Ferrocarrils Abkhazos, propietat del Govern d'Abkhàzia i gestionats temporalment pels Ferrocarrils Russos. Construïda durant l'època de l'Imperi Rus, la xarxa travessa Abkhàsia del nord-oest al sud-oest per la vora de la mar Negra, connectant Russia i Geòrgia. Entre els anys 1993 i 2002, el trànsit ferroviari estigué limitat al territori nacional, quan va eixir el primer tren entre Sukhumi i Sotxi. Actualment, els trens abkhazos connecten la capital amb Sotxi i Moscou, però no amb Geòrgia degut a l'oposició dels dos països.

### Aeroport

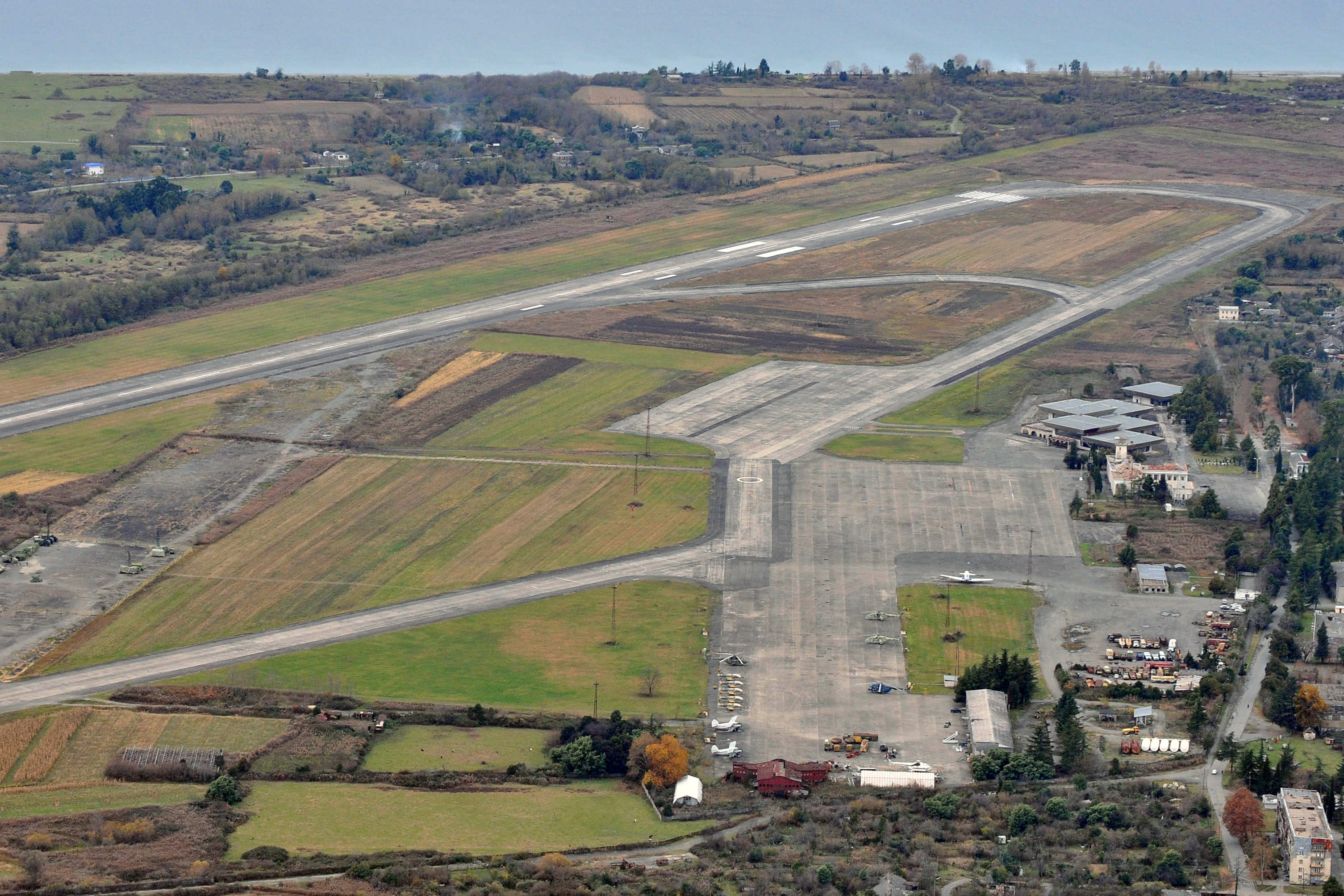
Aeroport de Sukhumi-Babushara

L'únic aeroport comercial d'Abkhàzia és l'Aeroport Internacional de Sukhumi-Vladislav Àrdzinba, construït a mitjans de la dècada del 1960 amb una clara intenció turística. Greument danyat durant la guerra d'independència, actualment només és utilitzat per l'exèrcit. No obstant això, l'any 2006 i 2019 el govern abkhaz va anunciar els plans per tal de reobrir l'aeroport als vols internacionals. A més d'això, també existeix un aeroport militar a Gudauta.

### Ports
Tota la part occidental d'Abkhàzia fa costa amb la mar Negra. Existeixen diversos ports al país, el més important d'ells el de Sukhum. No obstant això i amb l'excepció de la pesca particular, els ports es troben tancats degut al bloqueig marítim per part de l'armada georgiana des de l'any 2004. En definitiva, i degut a l'alta militarització de l'espai marítim abkhaz, el trànsit marítim al país, en especial el de transport de persones, és pràcticament inexistent.

## Geografia
Abkhàzia té una superfície de 8.600 quilòmetres quadrats i se situa entre el mar Negre i les muntanyes del Caucas. Els rius principals en són el Psou (al nord), el Bzip i l'Ingur (al sud). Fa frontera amb Rússia i Geòrgia (províncies de Svanètia i Mingrèlia). El 74% del territori són muntanyes.

### Divisió administrativa
La república d'Abkhàzia es divideix en districtes o raions creats a l'època de la URSS que estàn integrats per ciutats, PGT i pobles. Alhora, per a l'administració georgiana, els districtes són plenament coincidents amb les municipalitats (forma bàsica de divisió de Geòrgia).
| # | Districte  | Districte | Capital    | Capital   | Districtes d'Abkhàzia |
| # | Català     | Abkhaz    | Català     | Abkhaz    | Districtes d'Abkhàzia |
| 1 | Gàgra      | Гагра     | Gagra      | Гагра     | Districtes d'Abkhàzia |
| 2 | Gudauta    | Гәдоуҭа   | Gudauta    | Гәдоуҭа   | Districtes d'Abkhàzia |
| 3 | Sukhumi    | Аҟәа      | Sukhumi    | Аҟәа      | Districtes d'Abkhàzia |
| 4 | Gulrípx    | Гәылрыԥшь | Gulrípx    | Гәылрыԥшь | Districtes d'Abkhàzia |
| 5 | Otxamtxira | Очамчыра  | Otxamtxira | Очамчыра  | Districtes d'Abkhàzia |
| 6 | Tkvartxéli | Тҟәарчал  | Tkvartxéli | Тҟәарчал  | Districtes d'Abkhàzia |
| 7 | Gàli       | Гал       | Gali       | Гал       | Districtes d'Abkhàzia |

### Ciutats
La ciutat principal n'és Sukhumi, la capital, amb uns cent mil habitants, i una altra ciutat important n'és Tquartxal, un centre industrial encara que desfasat. Hi ha tres balnearis a la costa, Gagra, Gudauta i Otxamtxira, i dos centres rurals, Pitsunda i Novy Afon. En total, el país té 575 pobles.

### Població i llengua
De la població total del país, uns 500.000 habitants, només uns 100.000 són abkhazos, encara que n'hi ha molts que viuen fora del país, escampats per Turquia, l'Europa occidental, els Estats Units i Rússia. Aquesta població és de tipus caucàsic i parla una llengua caucàsica, l'abkhaz, que pertany a la família de llengües del Caucas del Nord-oest. Estan emparentats amb el poble dels abazins (a la República Txerkessa) i també en menor mesura amb els txerkessos, els adigués i els kabardins, que parlen una llengua de la mateixa família.

## Història
Abkhàzia apareix amb aquest nom al segle viii, al territori de l'antiga Còlquida. S'hi succeïren onades de pobles forasters: colònies de grecs jonis, com Dioscúries (Sukhumi) (750-500 aC), sotmeses a Mitridates del Pont, als romans, a l'Imperi Romà d'Orient, als sassànides, als àrabs i als mongols. Una dinastia abkhaz (735-985) fou substituïda pels bagràtides, pels seljúcides de Rūm i pels otomans.
Entre els anys 1806 i 1810, els russos desplaçaren els turcs, i a la mort de Jordi Xarvaixidze en 1821 es va escampar una revolta anticolonial encapçalada per Aslan Beg Xarvaixidze, però fou eliminada pel general Pyotr Gorchakov, imposant el príncep Demetri Xarvaixidze i el 1824 hi establiren colònies militars (d’Adrianòpolis del 1829). Amb les guerres del 1864 i del 1878, la meitat de la població emigrà a Turquia. Després de l’ocupació per les potències centrals, el 1918, Abkhàzia es proclamà autònoma.
El 1921 fou constituïda en república soviètica, que el 1931 esdevingué república autònoma dins la Geòrgia soviètica. Els anys setanta, els abkhazos començaren a reivindicar la separació de Geòrgia. Amb la perestroika, la campanya secessionista s'intensificà, cosa que provocà enfrontaments amb la població georgiana de la república. El 1990 el Sòviet Suprem d’Abkhàzia aprovà la independència respecte a Geòrgia.
Durant el conflicte armat que enfrontà els líders georgians Zviad Gamsakhúrdia i Eduard Xevardnadze (1992-1993), els nacionalistes abkhazos aconseguiren controlar la major part de la República. L’any següent els governs abkhaz i georgià signaren un acord de pau per tancar la Guerra d'Abkhàzia i, Rússia hi desplegà forces de pacificació.
Durant els deu anys següents el territori mantingué un estatus ambigu: formalment formava part de l'estat georgià, però en la pràctica s'autogovernava de manera independent d’aquest. El 1999 el parlament abkhaz aprovà la independència, que no rebé cap suport internacional, ni tan sols de Rússia, la qual, no obstant això, aquests anys oferí la ciutadania als habitants de la república.
En accedir a la presidència de Geòrgia l'any 2004 Mikheil Sakaixvili declarà com un dels seus objectius el restabliment de la integritat territorial de l'estat, referència a Abkhàzia i a la també república secessionista d'Ossètia del Sud, que es trobava en una situació semblant. El 2006 tingueren lloc alguns incidents armats a Abkhàzia entre la guerrilla i l'exèrcit georgià, i aquest mateix any una manifestació multitudinària en favor de la independència encapçalada pel president abkhaz Sergei Bagapsh rebé el suport del parlament rus.
La tensió esclatà, però, arran de l'ofensiva de l'exèrcit georgià a Ossètia a l'agost de 2008. El breu i cruent conflicte armat que aquest incident desencadenà amb Rússia tingué com a resultat l'expulsió d’un gran nombre de georgians (que esdevingueren refugiats) d’ambdos territoris, el reforçament del secessionisme i la independència de fet i l’increment dels contingents militars de Rússia. Al final d’agost, el parlament rus reconegué la independència d’Abkhàzia i Ossètia del Sud, que fou rebutjada per Geòrgia, per la UE i els EUA.